# Jack Sherman
Jack Sherman (ur. 18 stycznia 1956 w Miami, zm. 18 sierpnia 2020) – amerykański gitarzysta, znany głównie z krótkiego pobytu w formacji Red Hot Chili Peppers.
Sherman był związany z Red Hot Chili Peppers na początku historii zespołu, między 1983 a 1985. Zastąpił Hillela Slovaka, gdy ten postanowił grać w zespole What Is This?. Sherman wyruszył również wraz z Red Hot Chili Peppers w pierwszą trasę koncertową. Po wielu sprzeczkach z resztą ekipy został z niej wyrzucony. Pracował również z takimi artystami jak: Bob Dylan, Barry Goldberg, George Clinton, Gary Mallaber, Tim Drummond, Jim Keltner, Charlie Sexton, Peter Case, John Hiatt, Gerry Goffin i Tonio K. W 1989 wystąpił także gościnnie na płycie Red Hot Chili Peppers zatytułowanej Mother’s Milk.
Sherman mieszkał do śmierci wraz ze swoją rodziną w Savannah, w stanie Georgia.

## Dyskografia
- 1984 The Red Hot Chili Peppers – The Red Hot Chili Peppers
- 1986 Knocked Out Loaded – Bob Dylan
- 1986 R&B Skeletons in the Closet – George Clinton
- 1988 Notes from the Lost Civilization – Tonio K
- 1989 Blue Guitar – Peter Case
- 1996 Backroom Blood – Gerry Goffin
- 1997 Olé – Tonio K
- 2000 In from the Cold – In from the Cold razem z Maria Sebastian i Gary Mallaber